# Sydney International Archery Park
Der Sydney International Archery Park ist eine Sportstätte für Bogenschießen im Olympic Park der australischen Stadt Sydney.

## Geschichte
Der Sydney International Archery Park wurde anlässlich der Olympischen Sommerspiele 2000 errichtet. Die Anlage ist 6,5 Hektar groß und grenzt an die Feuchtgebiete von Homebush. Während den Spielen die Sportstätte über eine Kapazität von 4500 Plätzen. Die Rasenfläche wurde in zwei Felder unterteilt, das Wettkampffeld mit insgesamt acht Zielscheiben und ein Trainingsfeld mit 22 Zielscheiben, welches durchgehend vor der Sonne geschützt war. Der Komplex wurde für drei Millionen australische Dollar gebaut und im Juli 1998 eröffnet. Bestandteil der Anlage waren zwei aus 185 alten Strommasten bestehende Gruppen von Pfählen, die Wälder symbolisieren sollten.
Inzwischen werden auf der Anlage verschiedene Kurse im Bogenschießen angeboten.